# Discografia Mariei Apostol

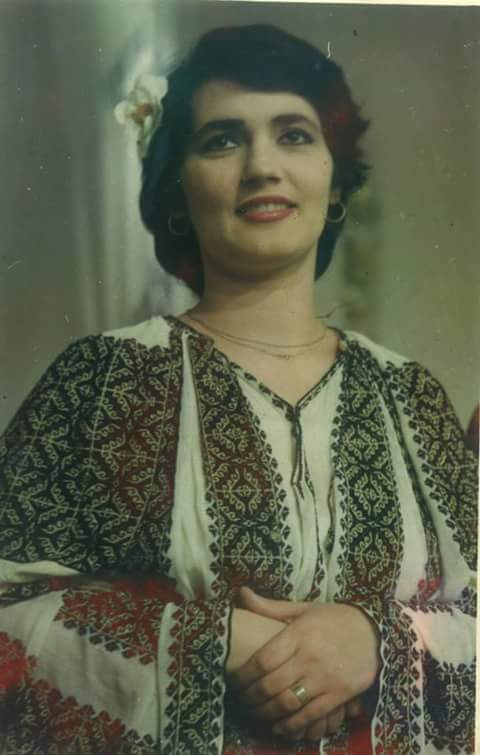
Maria Apostol în anii 80

Discografia Mariei Apostol cuprinde numeroase apariții (discuri de vinil, casete audio, CD-uri, DVD-uri), realizate din 1974 până în 1991.

## Electrecord
| An   | Număr de catalog                                                        | Format         | Piese | Acompaniament                                                             |  |
| ---- | ----------------------------------------------------------------------- | -------------- | --- | ------------------------------------------------------------------------- |  |
| 1974 | 45-EPC 10.396 Amărâtă turturea                                          | vinil 17 cm.   | Amărâtă turturea Am avut și eu o vreme Du-ma dorule deseară Merge neica pe pârâu | Orchestra de muzică populară a Radioteleviziunii, dirijor Victor Predescu |  |
| 1976 | STM-EPE 01361 Dragi îmi sînt oltenii mei                                | vinil LP30 cm  | Crescui Gorjule cu tine Azi cu dor, mâine cu dor Ce faci moșule-n grădină? Dragi imi sunt oltenii mei A-nflorit salcâmu-n coastă Gheorghiță pup de cicoare În pădurea din Lelești Sohodol, măi, Sohodol Codrule, codrule frate Trece mândra pe colnic La fântâna plopului De-aș fi pasăre ca cucul                                              | Orchestra Paraschiv Oprea                                                 |  |
| 1979 | STC 0074 Interpreți de muzică populară oltenească II                    | Casetă         | 5. Azi cu dor mâine cu dor 6.Dragi îmi sunt oltenii mei | Orchestra Paraschiv Oprea                                                 |  |
| 1982 | C.S. 0168 Genurile Muzicii Populare Românești 4                         | vinil LP 30 cm | M-aș urca în vârf de munte |                                                                           |  |
| 1985 | ST-EPE 02663 De dorul gorjenilor                                        | vinil LP 30 cm | De dorul gorjenilor Rău e-n lume supărată Puiul meu de la Plenița Mersei aseară la moară Mă bătea vântul aseară Nu aseară, alaltăseară Neică de peste Gilort Cine-a lasat dor pe lume Țară dragă, țară scumpă Gheorghe, dragostea de-un an Fusei cu neica la joc Stau în poarta casei mele Neicută, dragostea noastră Când imi vine dor de gură | Orchestra Marin Ghiocel                                                   |  |
| 1986 | ST-EPE 02869 Maria Apostol si Ilie Dîrvăreanu Ușurel trecu-i prin viață | vinil LP 30 cm | Ușurel trecui prin viață Inima-n piaept mi se zbate Drag imi e mandro de tine Fir-ai tu să fii Mărie Vecină, frumoasă ești Neicuță din Campulung Neicuță cum bate vântul Măi neicuță craiovene Mândruță ți-aș da o floare Când cântă cocoșii seara Dragostea, daca n-ar fi                                                                      | Orchestra Marin Ghiocel                                                   |  |
| 1986 | STC 00408 Ilustrate muzicale din Oltenia                                | Casetă         | 1. Cine-o lăsat dor pe lume | Orchestra Marin Ghiocel                                                   |  |
| 1987 | ST-EPE 03376 Mi-e dor de gorjenii mei                                   | vinil LP 30 cm | Noaptea fără lună Supărat e Gheorghe-al meu Cine-a zis dorului floare Pe cărare, pe grădină Aseară când iesea luna De mică mă măritai Când e dragostea mai bună De ce, neică, mai lăsat Neic-al meu e pădurar Sânt româncă de pe Olt Rău m-a-nșelat dragostea Mi-e dor de gorjenii mei                                                          | Orchestra Marin Ghiocel                                                   |  |
| 1988 | ST-EPE 03472 Mândră-i hora satului                                      | LP             | 2 De dorul gorjenilor | Orchestra Marin Ghiocel                                                   |  |
| 1991 | ST-EPE 03956 Mărie din Runcu-Gorj                                       | vinil LP 30 cm | De ce nu te-nsori Gheorghiță? Neicuță ce gând mai ai Afară plouă si tună Mă născui pe plai gorjean Am un dor la inimioară În pădure la Ponoare Neicuță de-atâta dor Pe uliță la neica Ușurel trecui prin lume Dor, dor, dor și iar dor | Orchestra Marin Ghiocel                                                   |  |
| 1996 | STC 001136 Măi bădiță, măi Gheorghiță                                   | Casetă         | A5. Supărat e Gheorghe-al meu B4. Gheorghe, dragostea de-un an |                                                                           |  |
| 1996 | STC 001235 Autografe muzicale                                           | Casetă         | 6. În pădure la Ponoare | Orchestra Marin Ghiocel                                                   |  |

## B.D. MEDIA
Firma de înregistrări B.D.MEDIA a preluat înregistrările realizată de solistă și le-a transpus pe 3 CD în 2009 și 2015.
| An   | Nume Album                | Piese | Note |
| ---- | ------------------------- | --- | ---- |
| 2009 | Gheoghiță, pup de cicoare | 1. Când îmi vine dor de gură 2. A-nflorit salcâmu-n coastă 3. Pe uliță la neica 4. Mi-e dor de gorjenii mei 5. Gheorghiță, pup de cicoare 6. Azi cu dor, mâine cu dor 7. Cine-a lăsat dor pe lume 8. De-aș fi pasăre ca cucul 9. De mică mă măritai 10. Mă născui pe plai gorjean 11. Trece mândra pe colnic 12. Puiul meu de la Plenița 13. Am un dor la inimioară 14. La fântâna plopului 15. Merge neica pe pârâu 16. Supărat e Gheorghe-al meu 17. Neicuță de-atâta dor \|\|                                                                              |      |
| 2015 | Mersei aseară la moară    | 1. Am avut și eu o vreme 2. Când e dragostea mai bună 3. Crescui Gorjule cu tine 4. Cine-a zis dorului floare 5. Neicuță, dragostea noastră 6. De dorul gorjenilor 7. Mărie din Runcu-Gorj 8. Gheorghe, dragostea de-un an 9. Fusei cu neica la moară 10. Mă bătea vântul aseară 11. Ușurel trecui prin lume 12. De ce neică m-ai lăsat 13. Rău e-n lume supărată 14. Mersei aseară la moară 15. Noaptea, fără lună 16. Neicuță, ce gând mai ai 17. Rău mă doare sufletul 18. Țară dragă, țară scumpă 19. Ce faci moșule-n grădină 20. Sunt româncă de pe Olt |      |
| 2015 | Neic-al meu e pădurar     | 1.Dumă dorule deseară 2. Greu mai e în viață dorul 3. Neică de peste Gilort 4. Stau în poarta casei mele 5. În pădurea din Lelești 6. De n-ar fi neica cu drag 7. Amărâtă turturea 8. Sohodol, măi, Sohodol 9. Rău m-a-nșelat dragostea 10. Neic-al meu e pădurar 11. Dor, dor și iar dor 12. Pădurice, pădurea 13. Aseară când ieșea lună 14. În pădure la Ponoare 15. De ce nu te-nsori Gheorghiță 16. Afară plouă și tună 17. Nu aseară, alaltăseară 18. Și băgai cu cucu-n plug 19. Pe cărare, prin grădină 20. Codrule, codrule frate                    |      |

## Înregistrări radio
| Anul    | Piesa/Piesele | ancompaniament                    | Note                  |
| ------- | --- | --------------------------------- | --------------------- |
| 1972    | Ușurel trecui prin lume Jiule voinicule | O.M.P.R dirijor Radu Voinescu     | Primele înregistrari  |
| 1974    | Amărâtă turturea Am avut și eu o vreme Când îmi vine dor de gură De n-ar fi neica cu drag Du-mă dorule, deseară Merge neica pe pârâu Pădurice, pădurea | O.M.P.R dirijor Victor Predescu   |                       |
| 1975    | Sohodol, măi, Sohodol | O.M.P.R dirijor Ionel Budișteanu  |                       |
| 1984    | De dorul gorjenilor Sunt românca de pe Olt | O.M.P.R dirijor Marin Ghiocel     |                       |
| 1987    | Ia-mă-n brațe, puișor [Dor, dor și iar dor] Neică de peste Gilort Puiul meu de la Plenița                                                              | O.M.P.R. dirijor Ionel Budișteanu |                       |
| 1991    | Supărat e Gheorghe-al meu Mersei aseară la moară | O.M.P.R dirijor Marin Ghiocel     | Ultimele înregistrări |
| indisp. | Azi cu dor mâine cu dor |                                   |                       |
| indisp. | Cine-a lăsat dor pe lume |                                   |                       |
| indisp. | Crescui, Gorjule cu tine |                                   |                       |
| indisp. | De-aș fi pasăre ca cucu |                                   |                       |
| indisp. | De ce nu te-nsori, Gheorghiță? |                                   |                       |
| indisp. | Hai neicuță în zăvoi |                                   |                       |
| indisp. | Mă dusei în poieniță |                                   |                       |
| indisp. | Neicuță, dragostea noastră |                                   |                       |
| indisp. | Noaptea fără lună |                                   |                       |
| indisp. | Rău e-n lume supărată |                                   |                       |
| indisp. | Salcie cu frunză moale |                                   |                       |
| indisp. | Și băgai cu cucu-n plug |                                   |                       |

## Filmografie
| An      | Piese | Acompaniament                                                 | Note                                                                                          |
| ------- | --- | ------------------------------------------------------------- | --------------------------------------------------------------------------------------------- |
| 1971    | Cine-a lăsat dor pe lume                                                                                       | Live                                                          | Laureată Festivalul Maria Tănase                                                              |
| 197x    | Azi cu dor mâine cu dor Amărâtă turturea Când îmi vine dor de gură Du-mă, dorule, deseară Merge neica pe pârâu | Playback                                                      | Filmare alb-negru                                                                             |
| 1975    | Toată lumea are-un dor                                                                                         | Orchestra Ansamblului Rapsodia Românădirijor Ionel Budișteanu | Redactor Mărioara Murărescu                                                                   |
| 1978    | De n-ar fi neica cu drag Plaiul nostru românesc                                                                | Playback                                                      |                                                                                               |
| 1984    | În pădurea din Lelești                                                                                         | Playback                                                      | Redactor Mărioara Murărescu                                                                   |
| 1988    | Hai neicuță-n joc                                                                                              | Orchestra Paraschiv Oprea                                     | Cu Polina Manoilă, Emilia Bubulac Primul concert Tezaur folcloric Redactor Marioara Murărescu |
| 1990    | De n-ar fi neica cu drag                                                                                       | Playback                                                      | Filmare Color Redactor Gheorghe Palcu                                                         |
| 1992    | Cine-a lăsat dor pe lume                                                                                       |                                                               | La 10 ani de Tezaur folcloric Redactor Marioara Murărescu                                     |
| 1993    | Neicuță, dragostea noastră Pădurice, pădurea                                                                   | Playback                                                      | Muzeul Național al Satului „Dimitrie Gusti” Redactor Marioara Murărescu                       |
| indisp. | De n-ar fi neica cu drag                                                                                       | Playback                                                      | Filmare alb-negru                                                                             |
| indisp. | De ce nu te-nsori Gheorghiță                                                                                   | Playback                                                      | Filmare alb-negru Redactor Marioara Murărescu                                                 |
| indisp. | De-aș fi pasăre ca cucul În pădurea din Lelești                                                                | Playback                                                      |                                                                                               |
| indisp. | Plaiul nostru românesc                                                                                         | Playback                                                      | Filmare alb-negru                                                                             |
| indisp. | Pădurice pădurea                                                                                               | Playback                                                      | Filmare color Redactor Ion Filip                                                              |
| indisp. | Salcie cu frunza moale                                                                                         | Playback                                                      | Filmare alb-negru                                                                             |
| indisp. | De dorul gorjenilor Neică de peste Gilort                                                                      | Playback                                                      | Filmare color Redactor Marioara Murărescu                                                     |

1. ↑  Catalogul Electrecord
2. ↑  Înregistrări Radio
3. ↑  Long Play
4. ↑  Pe acest disc a apărut cu numele: Maria Apostol din Runcu-Gorj
5. ↑  Înregistrare din arhiva  Conservatorului de muzică „Ciprian Porumbescu” și Institutul de Cercetări Etnologice și Dialectologice
6. ↑  Linia melodica la fel ca a melodiei „Gheorghe dragostea de-un an”